# Arctocyclopina pagonasta
Arctocyclopina pagonasta – gatunek widłonoga z rodziny Cyclopettidae; jedyny przedstawiciel rodzaju Arctocyclopina. Gatunek i rodzaj opisali w 1985 roku zoolodzy Ashmead A. Mohammed i Vidar Neuhof. Miejsce typowe to całoroczny lód w Zatoce Frobishera w Terytoriach Północno-Zachodnich w Kanadzie.